# Airbus A350
El Airbus A350 es un avión comercial a reacción de fuselaje ancho diseñado por Airbus SAS y montado conjuntamente con Airbus Operations SAS en Colomiers (Francia). El A350 es el avión más grande de Airbus que sigue en fabricación, debido a que el Airbus A380 se dejó de fabricar en 2021. Además, es la primera aeronave diseñada por Airbus en la que tanto el fuselaje como las estructuras del ala están formadas principalmente por materiales compuestos. Puede transportar entre 280 y 366 pasajeros, en configuración de tres clases, dependiendo de la variante.
El A350 se concibió originalmente como una variante del Airbus A330 con cambios menores, que estaba destinada a competir con el Boeing 787 Dreamliner y el Boeing 777. Sin embargo, este primer diseño fue rechazado de forma unánime por los clientes potenciales a los que se les presentó el proyecto, lo que obligó a Airbus a revisar su propuesta inicial, aunque desde las diferentes aerolíneas expresaron su apoyo a un rediseño completo del proyecto. La propuesta final incorpora cambios importantes, de la que Airbus afirma que ofrece una mayor eficiencia de combustible, con una reducción hasta un 8 % en el costo operativo respecto al Boeing 787.
Esta propuesta final del A350 se comercializó por parte de Airbus bajo el nombre de A350 XWB, donde las siglas XWB significan Extra Wide Body («cuerpo extra ancho»). El cliente de lanzamiento del A350 es Qatar Airways, que realizó un pedido por un total de 80 aeronaves de las tres variantes. Los costes de desarrollo de esta aeronave están previstos en torno a los 12 000 millones de €. El prototipo del A350 realizó su primer vuelo el 14 de junio de 2013 y entró en servicio en enero de 2015. A 31 de diciembre de 2022, Airbus había acumulado pedidos por 951 aparatos de las 3 versiones.

## Desarrollo

### Diseño inicial
Cuando Boeing anunció el programa Boeing 787 Dreamliner, la compañía afirmó que los costos de operación más bajos del 787 se convertirían en una seria amenaza para el Airbus A330. En declaraciones públicas, Airbus rechazó inicialmente esta afirmación, diciendo que el 787 era tan solo una respuesta al A330, y que no necesitaban contraatacar con un nuevo proyecto contra el 787. Sin embargo, las aerolíneas empujaron a Airbus a que proporcionase un competidor, después de que Boeing hubiera comprendido que el 787 ofrecía un consumo un 20 % menor que el Boeing 767.
Airbus había propuesto inicialmente el A330-200Lite, una versión simple derivada del A330, que contaba con una mejor aerodinámica y motores similares a los del 787. La compañía planeaba anunciar esta versión en el Salón Aeronáutico de Farnborough de 2004, pero finalmente desestimaron esta idea. El 16 de septiembre de 2004, el entonces presidente y CEO de Airbus, Noël Forgeard, confirmó que se estaba valorando un nuevo proyecto tras una reunión privada con los clientes potenciales de la aeronave. Forgeard no dio a conocer el nombre del proyecto, y tampoco indicó si sería un diseño completamente nuevo o por lo contrario, una modificación de un producto existente. Las compañías aéreas no estaban satisfechas con este anuncio, por lo que Airbus comprometió 4000 millones de euros para un nuevo diseño de avión. La versión original del A350 superficialmente se parecía a los A330, debido a que la sección transversal de su fuselaje era la misma. No obstante, la primera versión del A350 contaba con un nuevo diseño de ala, nueva planta motriz y un renovado estabilizador horizontal, que deberían ser fabricados con materiales compuestos, que hacían del A350 un avión casi nuevo. El 10 de diciembre de 2004, los consejos de administración de EADS y BAE Systems, que en aquel momento eran los accionistas de Airbus, dieron a Airbus el visto bueno para ofrecer el proyecto, denominándolo formalmente como A350.
El 13 de junio de 2005 en el Salón Aeronáutico de París, la compañía de Oriente Medio Qatar Airways anunció que habían realizado un pedido por un total de 60 A350. En septiembre de 2006 la aerolínea firmó un memorando de entendimiento con General Electric para lanzar el motor General Electric GEnx-1A-72 para la aeronave. Sin embargo otras aerolíneas, como Emirates, decidieron no realizar un pedido por la versión inicial del A350 debido a las carencias en el diseño, aunque finalmente se decidió por incorporar el A350 XWB.
El 6 de octubre de 2005, se anunció el lanzamiento del programa industrial, con un costo de desarrollo estimado en los 3500 millones de euros. Estaba previsto que esta versión inicial del A350 fuese una aeronave con capacidad entre los 250 a 300 pasajeros, bimotor y de fuselaje ancho, derivado del diseño existente del A330. Bajo este plan, el A350 habría modificado las alas y los motores por unos nuevos, aunque compartía la misma sección central del fuselaje que su predecesor. El resultado de este diseño controvertido, era el de un fuselaje fabricado en Al-Li en vez de plástico reforzado en fibra de carbono (CFRP) que se empleaba en el 787. También estaba previsto que se fabricase en dos versiones, el A350-800 con capacidad para 253 pasajeros en 3 clases y autonomía para 8800 nmi (16 297,6 km) y el A350-900 de 300 asientos en 3 clases y un alcance operativo de 7500 nmi (13 890 km). Estaba pensado que compitiese directamente con los 787-9 y 777-200ER.
Airbus tuvo que enfrentarse inmediatamente a las críticas al proyecto A350, encabezadas por dos de sus principales clientes, International Lease Finance Corporation (ILFC) y GE Capital Aviation Services (GECAS). El 28 de marzo de 2006, en presencia de cientos de altos ejecutivos de líneas aéreas, el presidente de ILFC Steven F. Udvar-Hazy criticó la estrategia de Airbus de llevar al mercado lo que ellos veían como "una tibia reacción al 787", un sentimiento que era compartido por el presidente por GECAS Henry Hubschman. Udvar-Hazy solicitó a Airbus el llevar a cabo un diseño partiendo desde cero, o de lo contrario estarían arriesgando el perder su posición en el mercado frente a Boeing. Varios días después, el entonces consejero delegado de Singapore Airlines (SIA), Chew Choon Seng, hizo un comentario similar: "Habiendo tomado la molestia de diseñar una nueva ala, la cola, la cabina", y añadiendo nuevos materiales avanzados, Airbus "debería haber ido hasta el final y diseñado un nuevo fuselaje". En ese momento, SIA estaba revisando las ofertas por el 787 y el A350 para la renovación de su flota. Airbus respondió diciendo que estaban considerando mejoras para el A350 para así satisfacer las demandas de sus clientes. Al mismo tiempo, el entonces CEO de Airbus, Gustav Humbert sugirió que no habría soluciones rápidas: "Nuestra estrategia no la conducen las necesidades de las próximas campañas, sino más bien nuestra visión a largo plazo del mercado y nuestra capacidad para cumplir nuestras promesas ".

### Rediseño y lanzamiento
Como consecuencia de esas críticas, Airbus emprendió a mediados de 2006 una importante revisión conceptual del A350. El nuevo proyecto de A350 contaba con una sección transversal de fuselaje más amplia, convirtiéndose en un serio competidor para el Boeing 777 así como para algunos modelos del Boeing 787 Dreamliner. El nuevo fuselaje del A350 permitía instalar filas de 10 asientos en configuración de alta densidad. Los A330 y el proyecto previo del A350 solo eran capaces de acomodar ocho pasajeros en una fila en configuraciones normales. El 787 tiene capacidad para entre 8 o 9 pasajeros por fila, mientras que el 777 tiene capacidad para nueve pasajeros por fila, aunque algunas aerolíneas lo utilizan en configuraciones de fila de 10 asientos. La cabina del A350 es 12,7 cm (5,00 plg) más ancha en la sección de pasaje que la del Boeing 787, y 28 cm (11,02 plg) más estrecha que la del 777, su otro competidor. A su vez, todos los modelos de pasajeros del A350 estaban preparados para volar en un alcance mínimo de 8000 nmi (14 815,96 km) de manera autónoma.
El 14 de julio de 2006, durante el Salón Aeronáutico de Farnborough, Airbus anunció que el avión rediseñado se llamaría A350 XWB (Xtra Wide Body). Antes de que este anuncio se produjese, hubo cierta especulación sobre si la nueva aeronave se llamaría Airbus A370 o A280, debido a que Airbus fue tan lejos al publicar accidentalmente un anuncio referente a la aeronave bajo el nombre de "A280" en la página web del Financial Times. Cuatro días después de la inauguración del Salón, Airbus logró su primera venta del A350 rediseñado cuando Singapore Airlines anunció un pedido de 20 aviones A350 XWB con opciones para otros 20. El CEO, Chew Choon Seng, dijo que "es alentador que Airbus haya escuchado a las aerolíneas clientes y haya llegado con un diseño totalmente nuevo para el A350".
El 1 de diciembre de 2006, el consejo de administración de Airbus aprobó el lanzamiento industrial del A350-800, -900 y -1000. La decisión del retraso en el lanzamiento oficial fue motivada a su vez por los retrasos del Airbus A380, y las discusiones acerca de cómo financiar el desarrollo del proyecto. EL CEO de EADS, Thomas Enders dijo que el programa A350 no era una certeza, haciendo referencia a los recursos limitados de EADS / Airbus. Sin embargo, se decidió que los costos del programa corriesen a cargo del flujo de caja. La primera entrega de la -900 estaba prevista para mediados de 2013, esperando que las variantes -800 y -1000, fuesen entregadas 12 y 24 meses más tarde, respectivamente. En una conferencia de prensa del 4 de diciembre de 2006, se revelaron algunos detalles técnicos del diseño del A350 XWB, aunque no se identificaron nuevos clientes. John Leahy indicó que los contratos existentes del A350 estaban siendo renegociados, debido al aumento en los costos con respecto a los A350 contratados originalmente. El 4 de enero de 2007, Airbus anunció que Pegasus Aviation Finance Company había colocado el primer pedido en firme para el A350 XWB con un pedido de dos aeronaves.
El cambio en el diseño del XWB llevaba implícito un retraso de dos años sobre el calendario original y casi duplicó los costos de desarrollo, desde los 5500 millones de euros originales hasta los 9700 millones de euros. Reuters estimó que el coste total de desarrollo del A350 se situaría en los 12 000 millones de euros.

### Fase de diseño

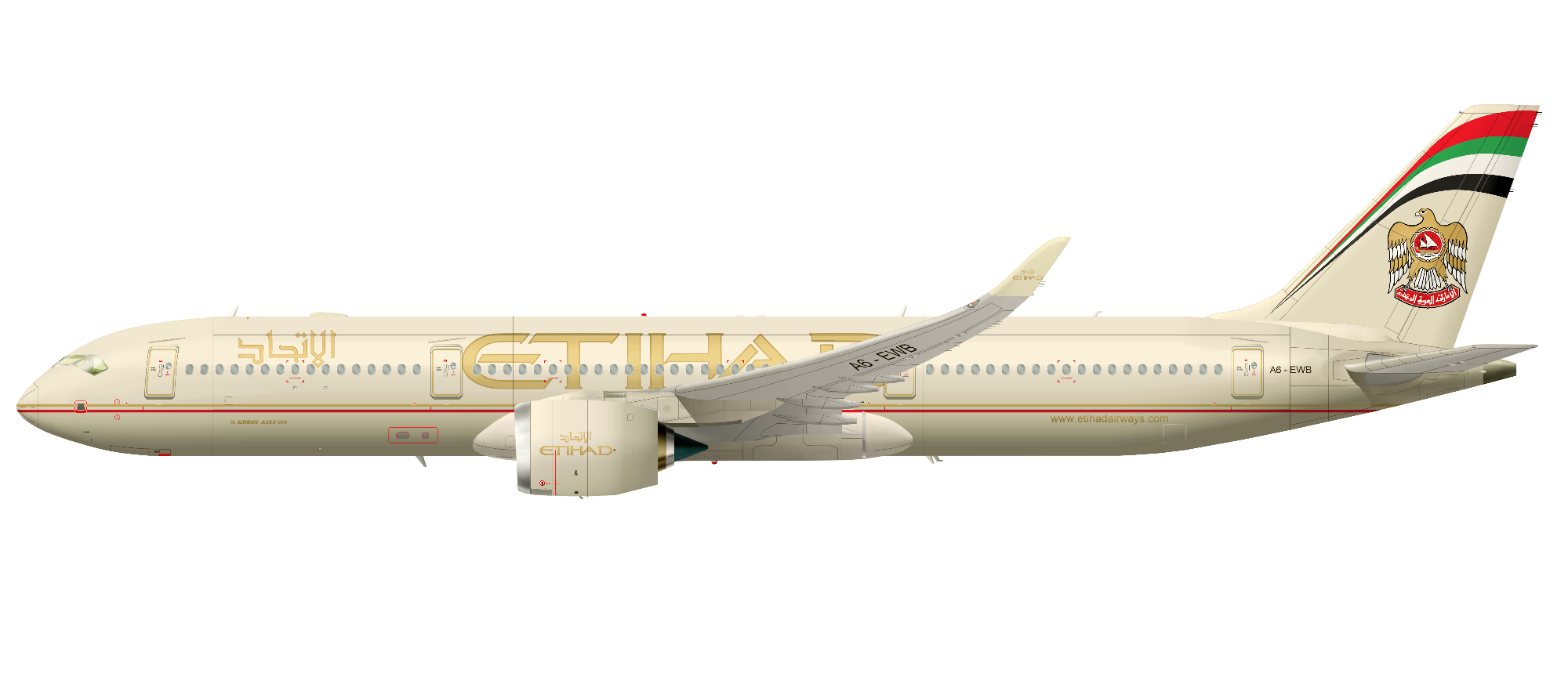
Ilustración del concepto del Airbus A350 XWB con títulos de Etihad Airways.

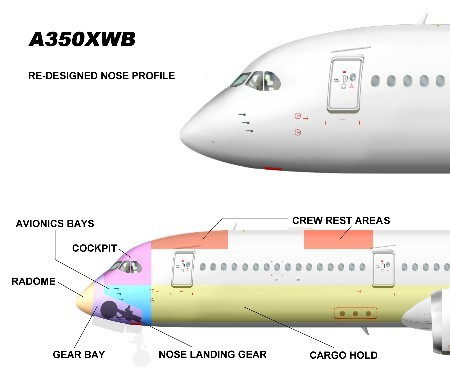
Plano del nuevo morro del A350 XWB y disposición general dentro del fuselaje delantero.

A pesar de que Airbus había sugerido inicialmente que el uso de materiales compuestos por parte de Boeing para el fuselaje del Boeing 787 era una decisión prematura, y que los A350 originales estarían hechos de una aleación de aluminio-litio (Al-Li), el nuevo A350 XWB emplea grandes paneles de plástico reforzado con fibra de carbono en el fuselaje. Después de enfrentarse a las críticas por los costos de mantenimiento, Airbus confirmó a principios de septiembre de 2007 que emplearía materiales compuestos en la estructura de la aeronave. Las estructuras de materiales compuestos contarán con tiras de aluminio para asegurar la conductividad eléctrica del fuselaje, para disipar los efectos de los rayos en la aeronave. Airbus empleó también una maqueta a escala real para desarrollar la aeronave, un enfoque diferente al empleado en el desarrollo del A380.
Un componente crítico en un avión nuevo es la elección de la planta motriz. En lugar de la configuración sin sangrado de aire utilizada en el Boeing 787, Airbus confirmó que seguiría desarrollando un sistema de sangrado de aire en los motores. Rolls-Royce acordó con Airbus que le suministrarían una nueva variante del motor Trent para el A350 XWB, que se denominaría Trent XWB. Después de realizar pruebas a baja velocidad en el túnel del viento, Airbus congeló el empuje estático a nivel del mar para las tres variantes propuestas en el intervalo 330-420 kN (74 000-94 000 lbf).
General Electric (GE) ha declarado que no va a ofrecer el motor GP7000 para esta aeronave, y que los contratos anteriores para el GEnx que se habían firmado para la versión inicial del A350 no eran válidos para la versión XWB. No obstante Pratt & Whitney, socio de GE en la empresa conjunta Engine Alliance parece no estar de acuerdo con GE en esta decisión, declarando públicamente que estaba dispuesta a valorar el desarrollo de un derivado del GP7000. En abril de 2007, el presidente ejecutivo de Airbus, Louis Gallois, celebró una reunión cara a cara con los gerentes de GE sobre el desarrollo de una nueva variante del motor GEnx para el A350 XWB. Sin embargo, en junio de 2007, el Jefe de Operaciones de Airbus, John Leahy, indicó que el A350 XWB no contará con el motor GEnx, diciendo que Airbus pretendía que GE les ofrezca una versión más eficiente de su motor para su nuevo avión Desde entonces, varios clientes tradicionales de motores de GE, como Emirates, US Airways o ILFC han seleccionado el Trent XWB para sus pedidos del A350. En mayo de 2009, GE dijo que si se llega a un acuerdo con Airbus para ofrecer el motor GEnx del 787 optimizado para el A350, solo podría equipar las variantes -800 y -900. GE cree que puede ofrecer un producto que supera al Trent 1000 y al Trent XWB, pero se ha negado a apoyar un proyecto que compite directamente con los Boeing 777 equipados con motores GE90.

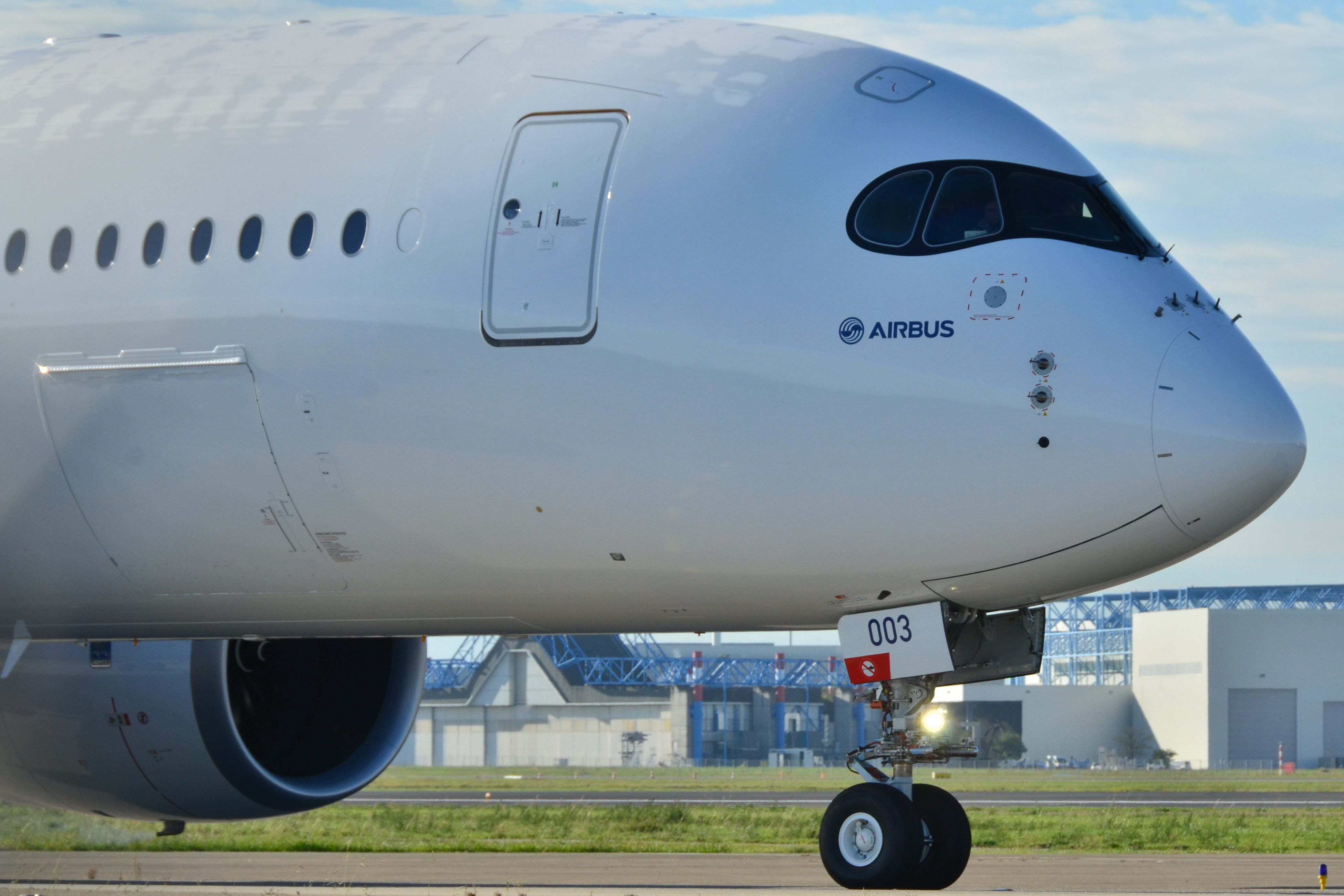
El distintivo morro del Airbus A350.

En el diseño del A350 se han empleado tecnologías desarrolladas para el Airbus A380, disponiendo de una cabina de mando similar así como de un sistema fly-by-wire parecido. El A350 está construido en un 53 % de materiales compuestos, en un 19 % de aleaciones de aluminio con litio, en un 14 % de titanio, un 6 % de acero y el 8 % restante de otros materiales. Son porcentajes similares a los empleados en el Boeing 787 Dreamliner, que dispone de un 50 % de materiales compuestos, 20 % de aluminio, 15 % de titanio, 10 % de acero y un 5 % de otros materiales.

### Producción y pruebas

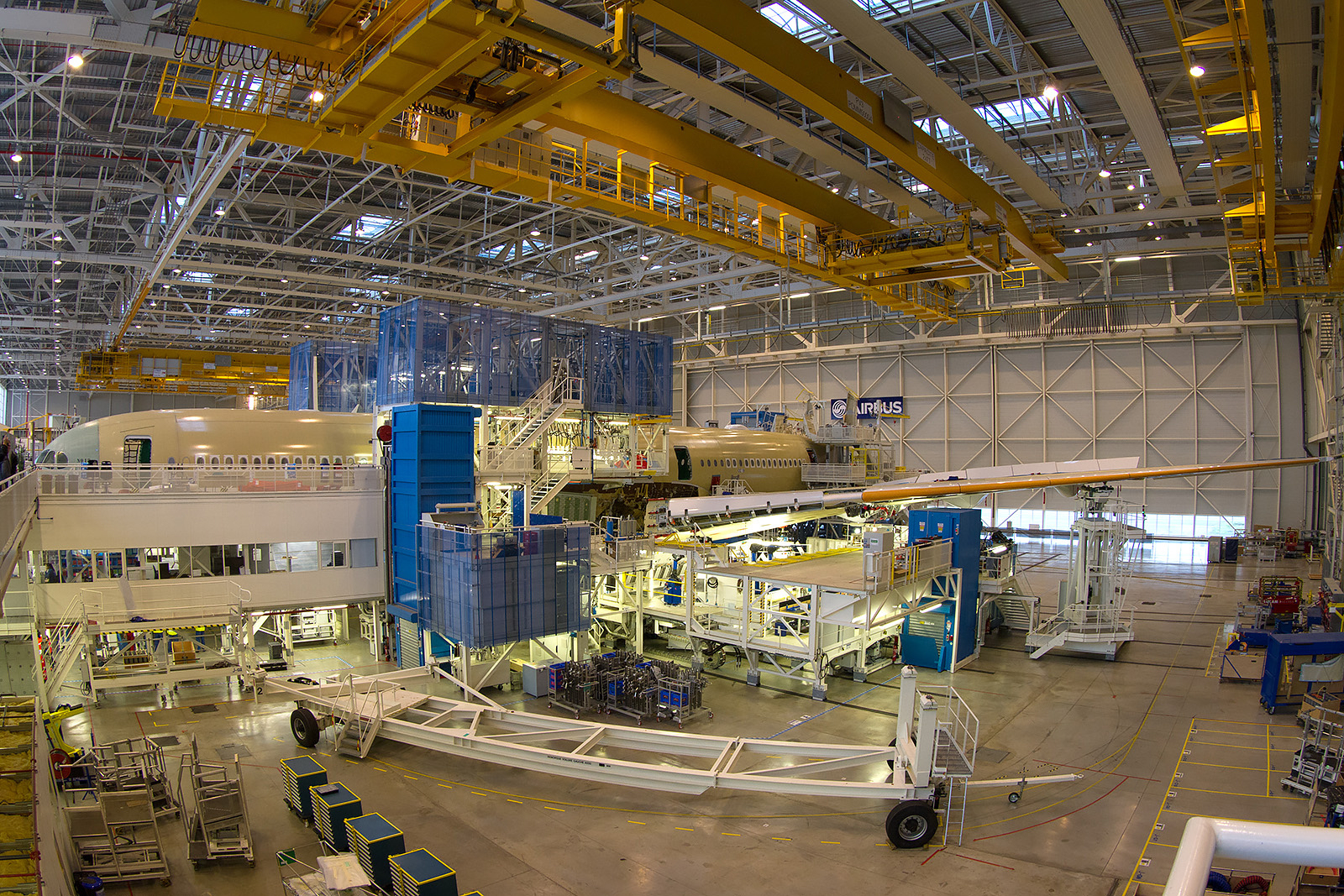
Un A350-941, parcialmente completo y destinado a Finnair, en la línea de ensamblaje de Toulouse en diciembre de 2014.

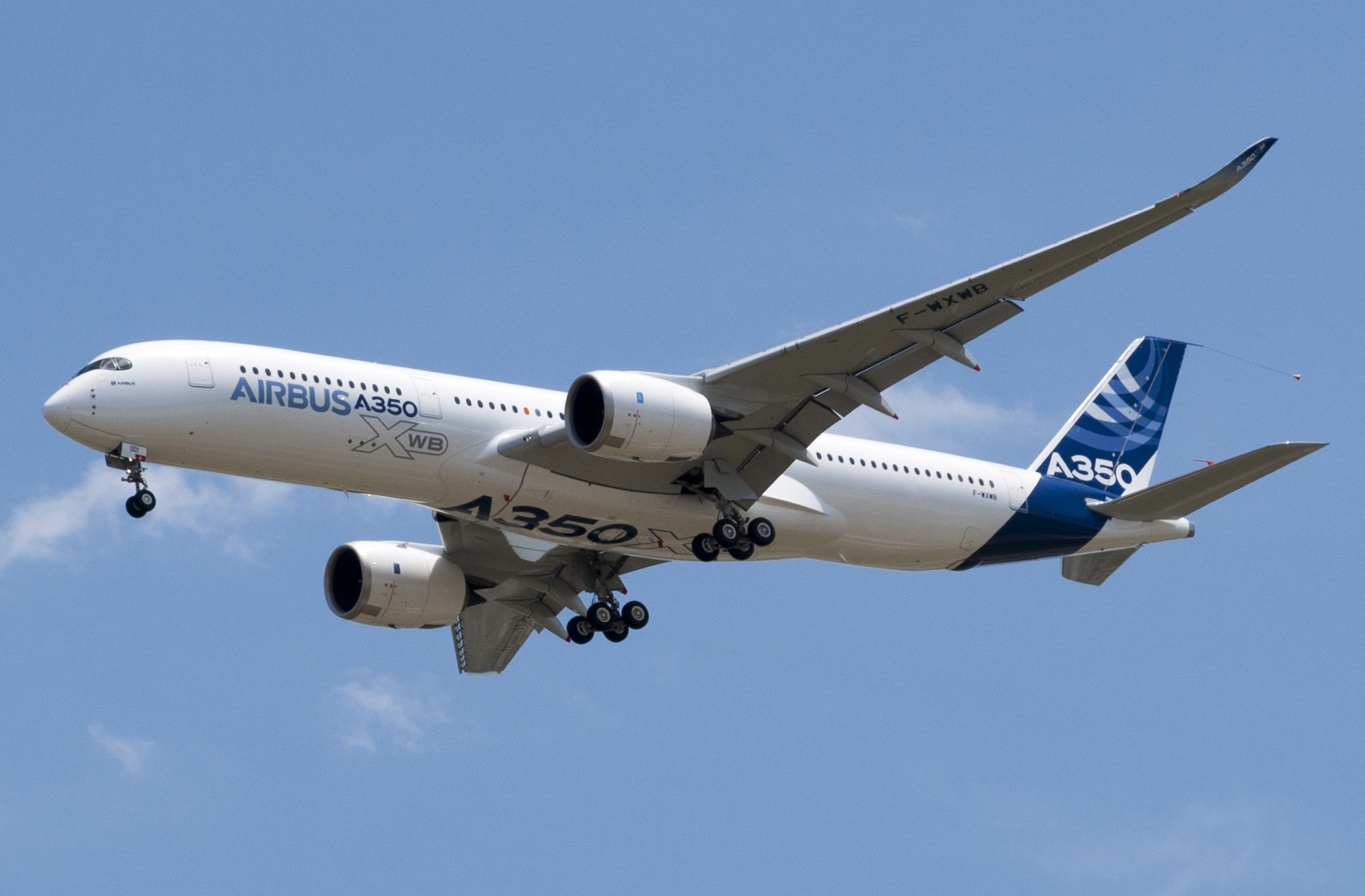
Un prototipo de Airbus A350-900 XWB (registrado como F-WXWB) durante su primer vuelo.

La única planta de ensamblaje del A350 es operada por Airbus SAS en colaboración con Airbus Operations SAS en Colomiers (Francia), junto al aeropuerto de Toulouse.
El programa de producción del A350 XWB ha contado con numerosos colaboradores alrededor del mundo así como numerosas inversiones en nuevas instalaciones. De acuerdo con Flight International, Airbus construyó 10 nuevas fábricas en Europa occidental y los Estados Unidos, mientras que realizó ampliaciones de instalaciones existentes en otros 3 sitios. Entre los nuevos edificios estaba la nueva factoría de materiales compuestos de Broughton, Gales, responsable de la fabricación de las alas, y en cuya construcción se invirtieron 570 millones de £ (760 millones de US$ o 745 millones de €). En junio de 2009, la Asamblea Nacional de Gales anunció que otorgaba a Airbus una subvención de 28 millones de £ para la instalación de un centro de formación, para la creación de empleos y para el nuevo centro de producción. También se construyó una nueva instalación de materiales compuestos para los timones en China, que se inauguró a comienzos de 2011.
Airbus planeó introducir nuevas técnicas y procedimientos para reducir el tiempo de montaje a la mitad. La producción del primer componente estructural del A350-900 dio comienzo en diciembre de 2009. La producción de la primera sección del fuselaje se inició a finales de 2010 en la fábrica de Illescas, España. La construcción del primer juego de alas del A350-900 empezó en agosto de 2010.
En junio de 2011, estaba previsto que el A350-900 entrase en servicio en la primera mitad de 2014, continuando por el -800 a mediados de 2016 y finalmente el -1000 en 2017. Sin embargo en julio de 2012, Airbus retrasó la fecha de entrada en servicio del -900 en tres meses, hasta la segunda mitad de 2014. El día 15 de octubre de 2014 Airbus anunció que después de más de 2600 rigurosas horas de prueba recibió la certificación "EASA" para poder introducir el A350 al mercado europeo.

### Puesta en servicio

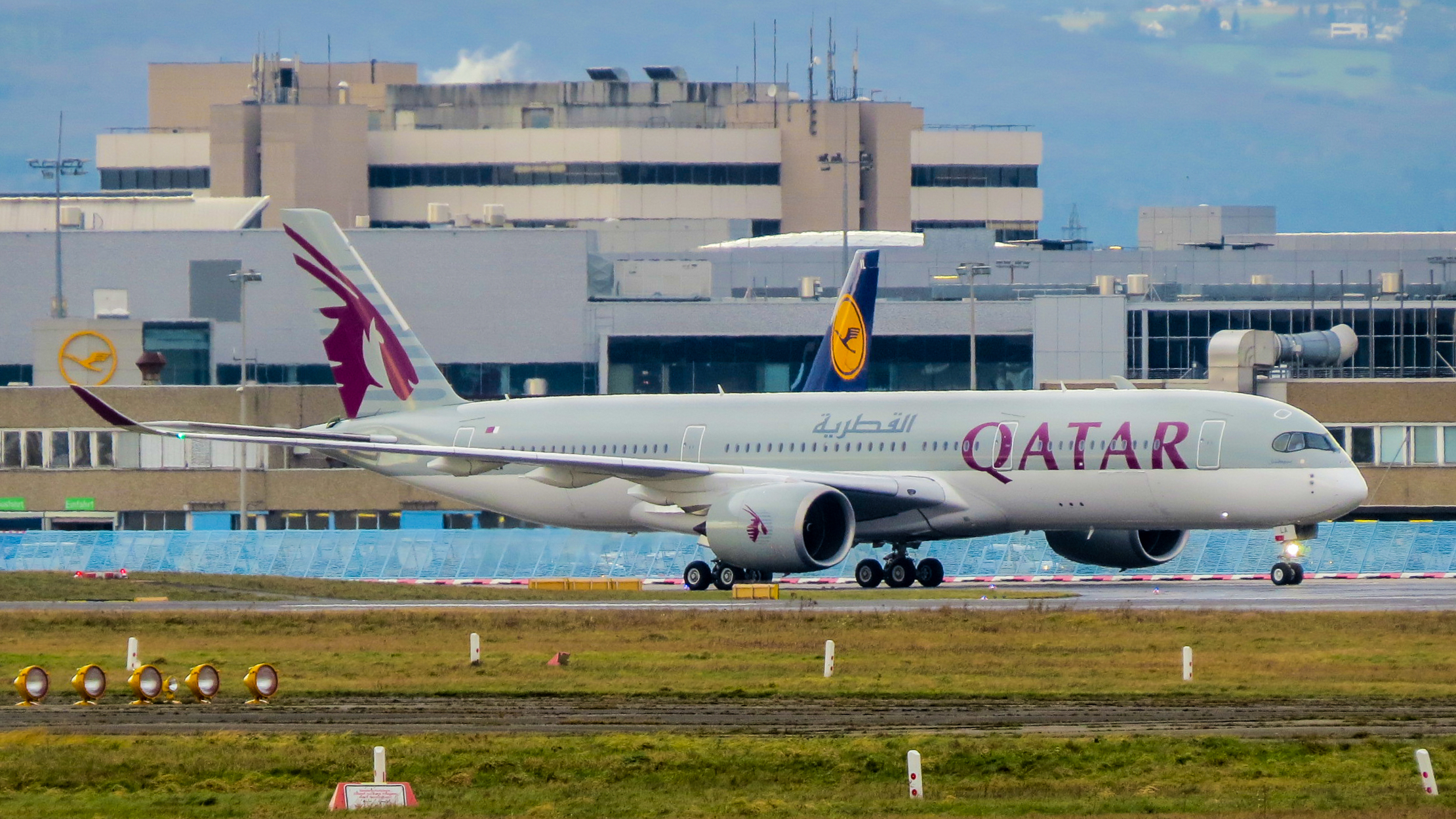
El primer A350-900 XWB de Qatar Airways (matrícula A7-ALA) luego del primer vuelo comercial hacia el Aeropuerto de Fráncfort del Meno.

El primer vuelo comercial, por parte de Qatar Airways, tuvo lugar el 15 de enero de 2015 entre Doha y Fráncfort del Meno por parte de su A350-941 registrado A7-ALA que le fue entregado el 22 de diciembre del año anterior.

## Componentes
Estados Unidos -  Francia -  Reino Unido

### Electrónica

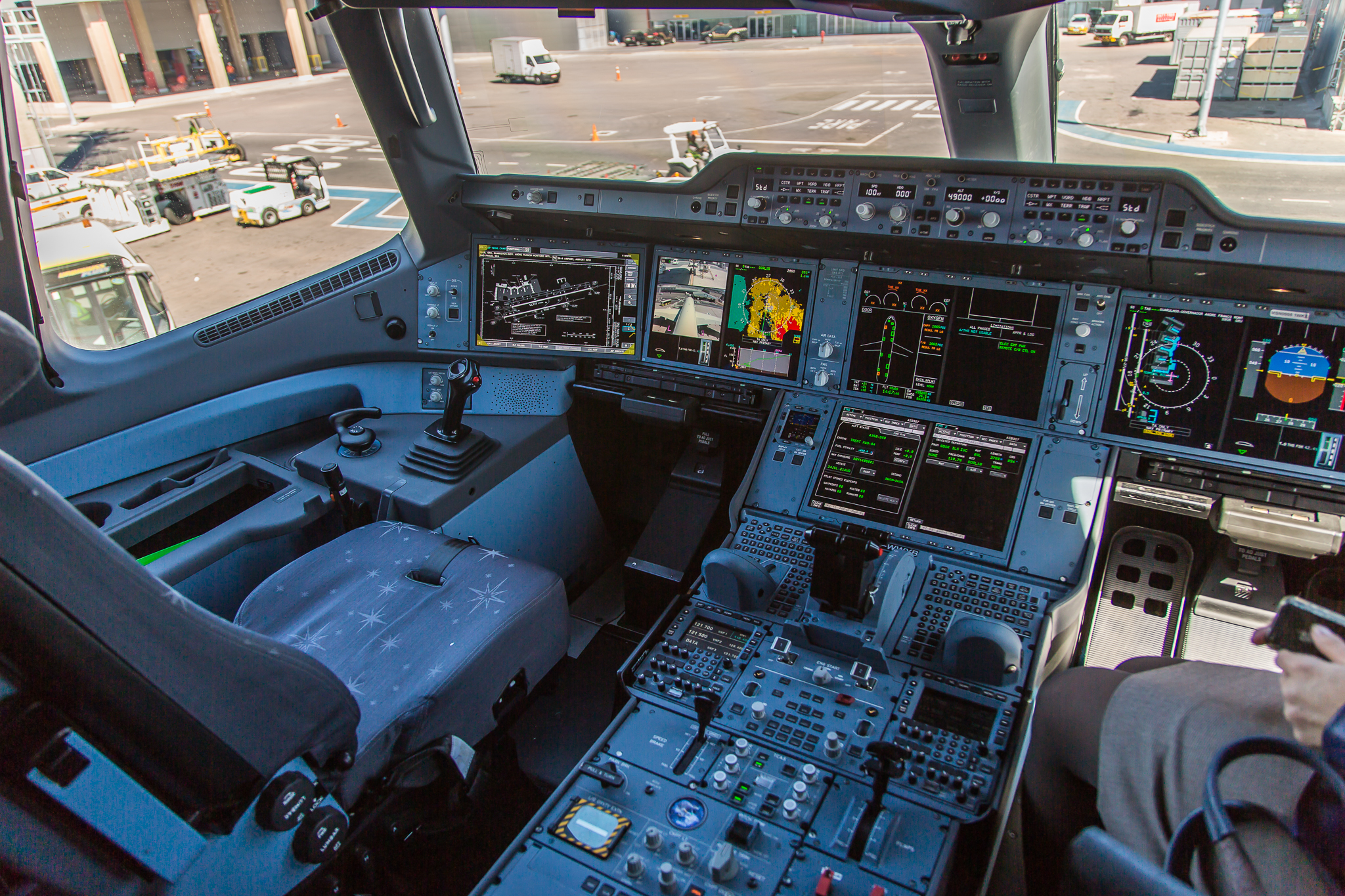
Cabina de mando del Airbus A350

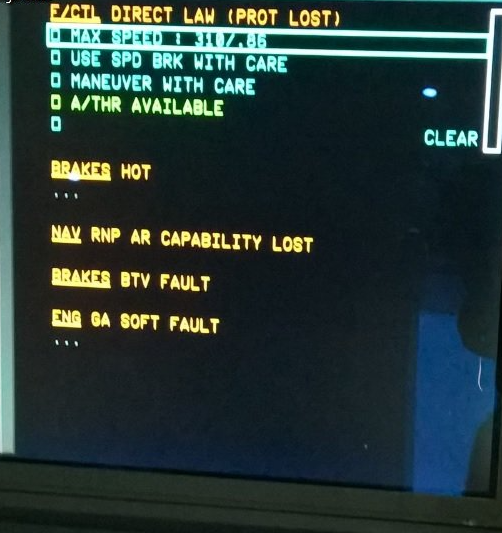
ECAM del Airbus A350 (detalle)

| Sistema                                            | País                      | Fabricante            | Notas                                            |
| -------------------------------------------------- | ------------------------- | --------------------- | ------------------------------------------------ |
| Entorno de desarrollo basado en modelos            |                           |                       | INSIDE, AMISA                                    |
| Lenguajes de programación                          |                           |                       | SysML, Ada                                       |
| Redes de datos                                     |                           |                       | AFDX, ARINC 655, ARINC 429, MIL-STD-1553B, CAN   |
| Conmutadores AFDX                                  | Bandera de Estados Unidos | Rockwell Collins      | AFDX-3800, 24 puertos                            |
| Sistema de control de vuelo                        |                           |                       | Triple FBW digital. Bucle completamente cerrado. |
| Computadoras primarias de control de vuelo (PRIM)  |                           |                       | 3                                                |
| ASICs de las PRIM                                  | Bandera de Estados Unidos | ON Semiconductor      | JEKYLL, 110nm                                    |
| ADIRUs                                             | Bandera de Francia        | Thales                | 3                                                |
| Sensores inteligentes multifunción                 | Bandera de Estados Unidos | UTC Aerospace Systems | 3 × SmartProbe                                   |
| Computadoras secundarias de control de vuelo (SEC) |                           |                       | 3                                                |
| Radar meteorológico                                | Bandera de Estados Unidos | Honeywell             | AESS                                             |
| TAWS                                               | Bandera de Estados Unidos | Honeywell             | AESS                                             |
| ROPS+                                              | Bandera de Francia        | Airbus SAS            |                                                  |
| ATSAW                                              | Bandera de Estados Unidos | Honeywell             | AESS                                             |
| ACAS II                                            | Bandera de Estados Unidos | Honeywell             | AESS                                             |
| Transpondedor                                      | Bandera de Estados Unidos | Honeywell             | AESU                                             |
| Sistemas de gestión de vuelo (FMS)                 | Bandera de Estados Unidos | Honeywell             | 2                                                |
| Computadoras de gestión de vuelo (FMC)             | Bandera de Estados Unidos | Honeywell             | 3. Una de respaldo                               |
| CPUs de las FMC                                    | Bandera de Estados Unidos | Honeywell             | 29KII                                            |

### Propulsión

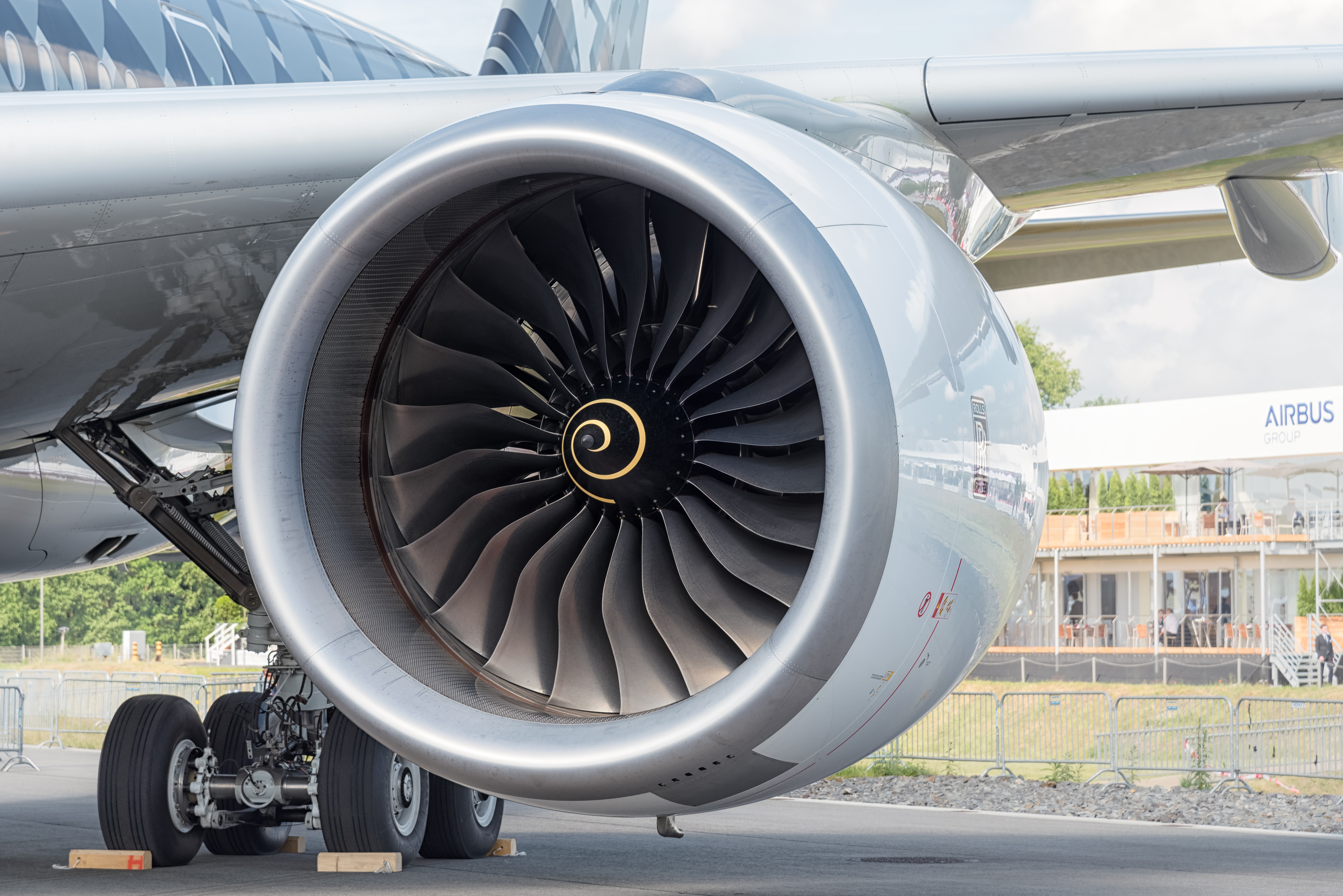
El Rolls-Royce Trent XWB es el motor exclusivo del A350.

| Sistema                                                            | País                      | Fabricante           | Notas                      |
| ------------------------------------------------------------------ | ------------------------- | -------------------- | -------------------------- |
| Entorno de ingeniería basada en modelos del sistema de combustible | Bandera de Estados Unidos | MathWorks            | MATLAB                     |
| Lenguajes de programación del sistema de combustible               |                           |                      | SysML, Simulink, Stateflow |
| Motor                                                              | Bandera del Reino Unido   | Rolls-Royce Holdings | 2 × Trent XWB              |

## Variantes

Variantes del A350.

El A350 se ofrece en tres variantes, todas ellas lanzadas en el año 2006. El A350-900 entró en servicio en 2013, seguido de la variante A350-1000, que operó por primera vez en el año 2017. A su vez, estas tres variantes están disponibles para ser modificadas como aviones corporativos o de transporte de personalidades por la subsidiaria Airbus Executive and Private Aviation.

### A350-800
El A350-800 dispone de capacidad para 270 pasajeros en cabina de 3 clases con filas de 9 butacas. Dispone de un alcance operativo de 15 400 km (8315 nmi). Por su diseño, es una aeronave que entra en competencia directa con el Boeing 787-9 y que directamente reemplazaría al Airbus A330-200. Airbus anunció en enero de 2010 que la variante -800 se desarrollaría como una versión corta del -900, incorporando cambios menores en los sistemas y estructura y compartiendo la mayoría de sistemas heredados de la versión -900, en lugar de ser una variante optimizada como se había previsto al principio. Estos cambios permiten un mayor peso máximo al despegue, lo que permite incrementar el alcance operativo o la carga útil con respecto a los planes iniciales pensados para el A350-800. Este cambio también conlleva un pequeño incremento del consumo de combustible.
Después de alcanzar 182 intenciones de compra a mediados de 2008, este número comenzó a disminuir a partir de 2010, ya que varios clientes optaron por otras variantes más grandes, como el A350-900 o el A350-1000. A esto se sumó el lanzamiento del Airbus A330neo en 2014, en el Salón Aeronáutico de Farnborough, tras el que Airbus suspendió el desarrollo de esta variante con el argumento de la caída drástica de pedidos y del bajo interés del mercado por esta versión. Más tarde, en septiembre de 2014, el CEO de Airbus confirmó en una rueda de prensa que el desarrollo de la variante -800 había sido definitivamente cancelada. En ese momento había apenas dieciséis pedidos para esta versión, hechos por las empresas Yemenia, Aeroflot y Asiana Airlines, que escogieron cambiarlos por la versión -900, y Hawaiian Airlines, que se decantó por sustituirlos por el Airbus A330neo.

### A350-900

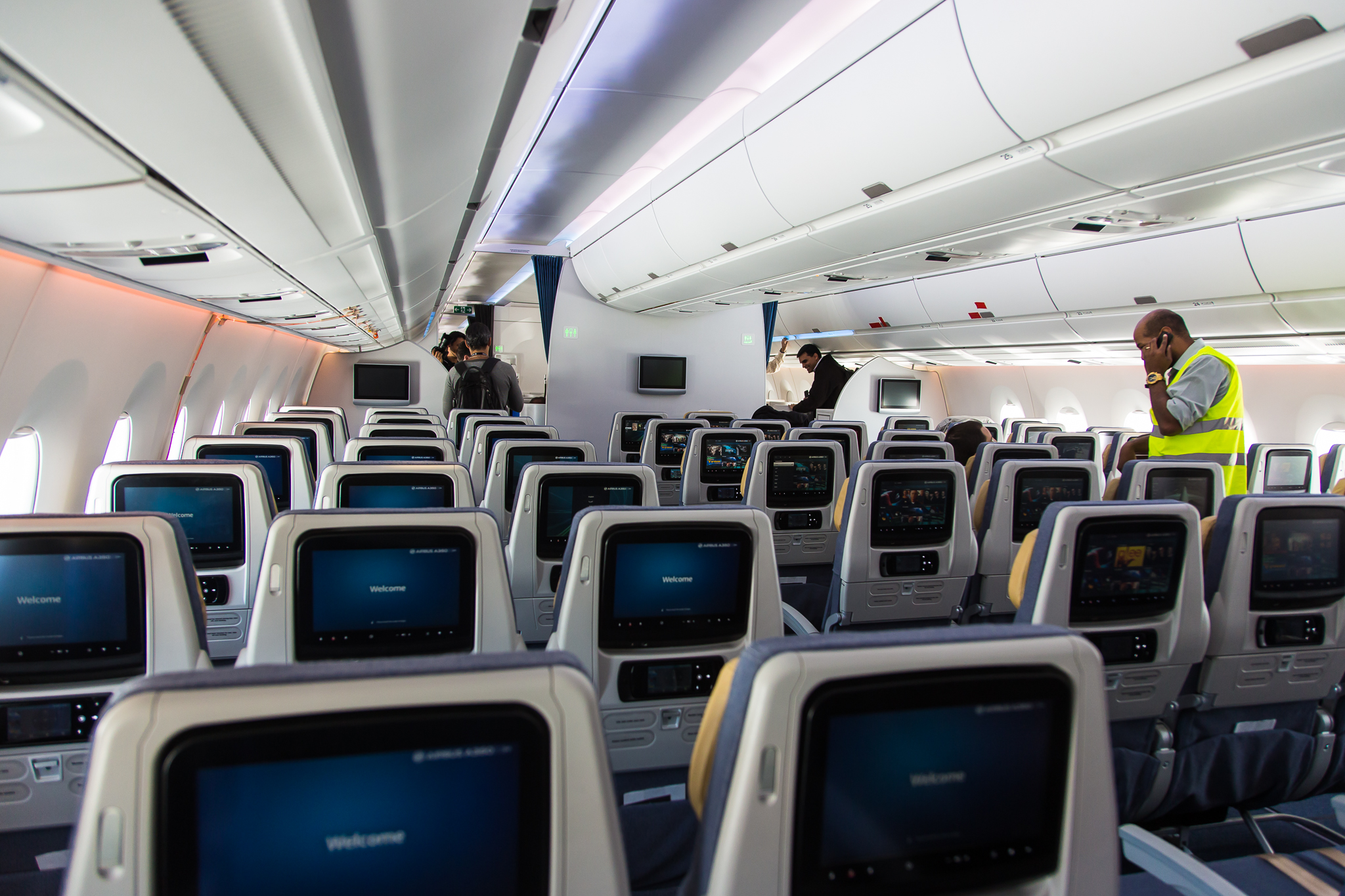
Configuración económica habitual 3-3-3 de un A350. El fuselaje es más ancho que el de un Boeing 787.

El A350-900 es el primero de los modelos de la gama A350, con capacidad para un total de 348 pasajeros en una cabina de tres clases, en filas de nueve asientos. Está previsto que ofrezca un alcance operativo de 15 000 km (8100 nmi). Según Airbus, el A350-900 ofrece una reducción del 16 % del peso en vacío por asiento, una reducción del 30 % en las necesidades de combustible por asiento y una reducción del 25 % en el coste operativo con respecto al Boeing 777-200ER. El -900 está diseñado para competir con el Boeing 777-200ER y reemplazar al Airbus A340-300. El Airbus A350-900 fue el primer avión de la clase de aviones A350 en entrar en servicio con Qatar Airways.
Se han propuesto dos variantes, denominadas -900ULR (Ultra Long Range) y -900F (Freighter), aunque la segunda todavía está en desarrollo. El alcance operativo del A350-900ULR es de 18.000 km (9.700 millas náuticas), con Singapore Airlines como único operador en la actualidad.

### A350-1000

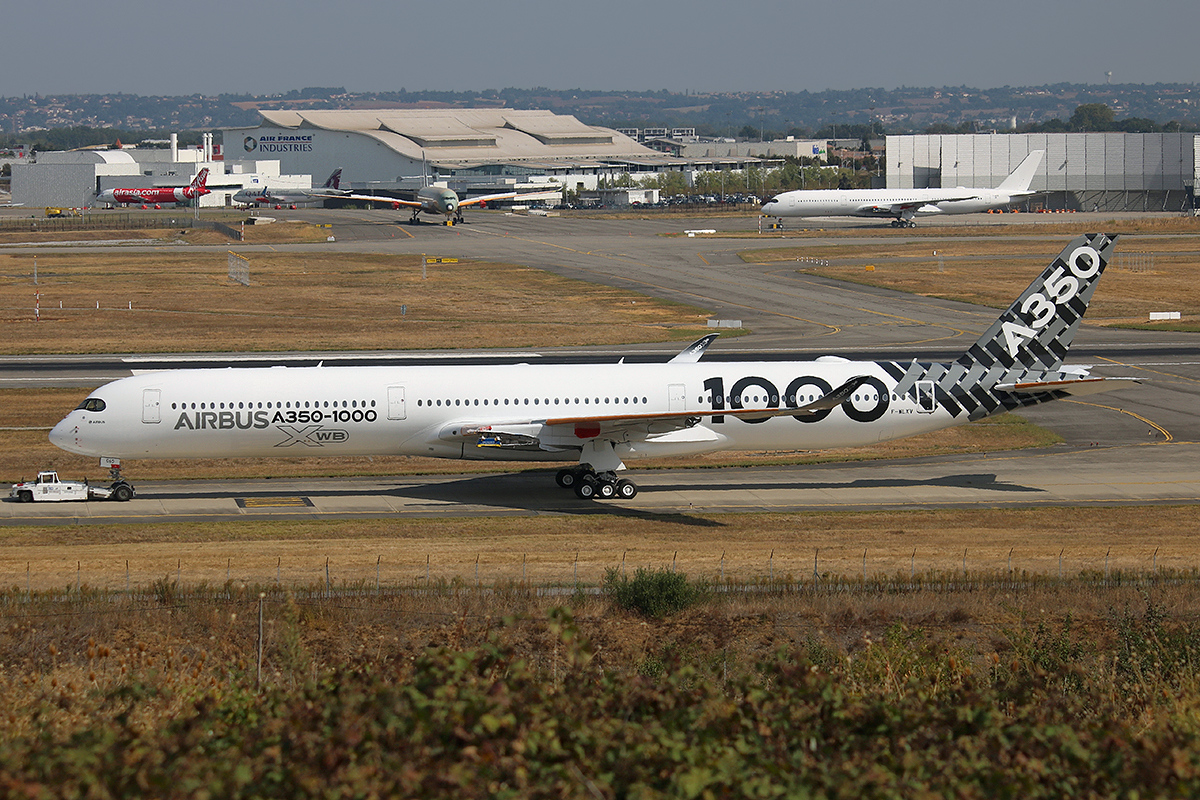
Segundo ejemplar (0065; F-WLXV) del Airbus A350-1000 en el aeropuerto de Toulouse-Blagnac

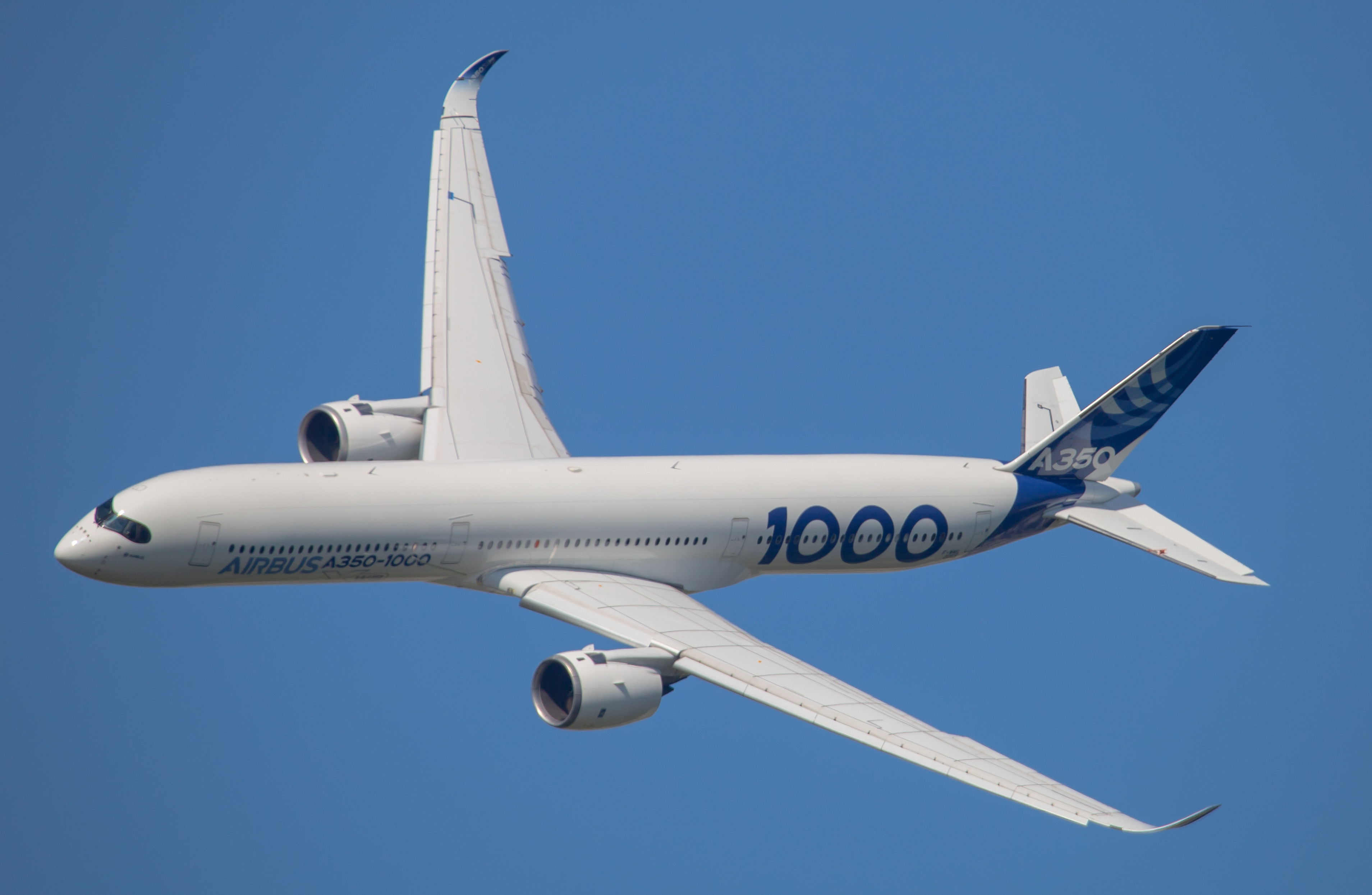
El A350-1000 de 73.8m de largo voló por primera vez el 24 de noviembre de 2016.

Con una longitud de 73,78 m el A350-1000 es la versión del fuselaje más largo de toda la familia de aviones Airbus de fuselaje ancho,a excepción del A340-600 con 75 m En una típica configuración de tres clases, los asientos A350-1000 suman un total de 350 pasajeros. Combinado con un alcance de aproximadamente 8400 millas náuticas (14 800 km), varios críticos lo han señalado como una evolución en la nueva generación de aviones comerciales. La aeronave puede ser configurada para acomodar hasta 440 pasajeros y la versión de 3 clases, hasta 366.
Su peso máximo al despegue (MTOW) será de 308 Tm, razón por la cual está equipado con un tren de aterrizaje principal con seis ruedas en lugar de cuatro.
A fecha de diciembre de 2015, Airbus había acumulado 181 pedidos para el modelo.
A principio de febrero de 2016, el primer A350-1041 (número 0059), equipado con motores Rolls-Royce Trent XWB-97, entró en la cadena final de montaje en Toulouse. Se prevé su primer vuelo antes de finalizar el año y se usará, junto con dos aparatos más, para el programa de certificación antes de ser entregado al cliente final, Turkish Airlines.
El 14 de abril de 2016, dicho primer ejemplar del tipo efectuó su presentación oficial y, el 29 de julio siguiente, con matrícula provisional de pruebas F-WMIL y colores del constructor, salió, todavía sin motores, del hangar de pintura de Airbus en Toulouse. Su primer vuelo está ahora previsto para el mes de septiembre de este año 2016.
El 23 de septiembre de 2016, el segundo ejemplar de la versión 1041, n.º 065 y registrado F-WLXV, salió del hangar de pintura del constructor y será destinado, al igual que el prototipo, al programa de certificación.
El 7 de febrero del 2017 se llevó a cabo el primer vuelo de pruebas sin pasajeros.
El 11 de mayo de 2017 se hizo la primera prueba de larga distancia con duración de doce horas. Saliendo y regresando a la ciudad francesa de Toulouse. Con 310 pasajeros a bordo.
El 20 de febrero de 2018 Qatar Airways recibe el primer avión Airbus SAS A350-1000.

## Futuros desarrollos

### A350-2000
Con la discontinuación de la producción del Airbus A380, se despeja el camino a los modelos más exitosos de Airbus y como una forma de hacer frente a los modelos en desarrollo de su competencia americana, el Boeing 777X, medios especializados afirman que en Airbus se está analizando retomar los planes del A350-2000, un modelo que hereda las características de esta familia pero con una extensión en su longitud que podría llegar a los 79 metros, pudiendo acomodar desde 414 pasajeros.
Sin embargo, este proyecto ha sido desmentido por el CEO de Airbus.

### A350neo
El 22 de noviembre de 2018 Airbus abrió convocatorias en las plantas de Getafe y Toulouse para fichar a nuevos ingenieros y diseñadores y empezar a trabajar en el desarrollo de una variante Neo del A350.

### A350F
Versión de carga, esperada que entre en servicio en 2025 cargando hasta 109 toneladas de carga.

### A350-1000ULR
Versión de alcance extendido de la variante -1000, diseñado originalmente para la aerolínea australiana Qantas. El apellido "ULR" viene dado por las siglas en inglés "Ultra Long Range", que significa "alcance ultra largo" en español.

## Pedidos y entregas
|           | Total pedidos | Total entregas |
| A350-900  | 904           | 504            |
| A350-1000 | 252           | 81             |
| A350F     | 50            | 0              |
| Total     | 1206          | 585            |

|               |               | 2006 | 2007 | 2008 | 2009 | 2010 | 2011 | 2012 | 2013 | 2014 | 2015 | 2016 | 2017 | 2018 | 2019 | 2020 | 2021 | 2022 | 2023 | Total |
| Pedidos netos | Pedidos netos | 2    | 292  | 163  | 51   | 78   | -31  | 27   | 230  | -32  | -3   | 41   | 36   | 40   | 32   | −11  | 2    | 8    | 281  | 1206  |
| Entregas      | A350-900      | –    | –    | –    | –    | –    | –    | –    | –    | 1    | 14   | 49   | 78   | 79   | 87   | 45   | 49   | 50   | 52   | 504   |
| Entregas      | A350-1000     | –    | –    | –    | –    | –    | –    | –    | –    | –    | –    | –    | –    | 14   | 25   | 14   | 6    | 12   | 12   | 81    |
| Entregas      | A350F         | –    | –    | –    | –    | –    | –    | –    | –    | –    | –    | –    | –    | –    | –    | –    | –    | –    | –    | 0     |
| Entregas      | Total         | –    | –    | -    | –    | –    | –    | –    | –    | 1    | 14   | 49   | 78   | 93   | 112  | 59   | 55   | 64   | 64   | 585   |

*Se descuentan dos aeronaves de Aeroflot, que se encuentran bajo embargo internacional debido a la invasión rusa de Ucrania.

Datos a 31 de diciembre de 2022.
|  |

Datos a septiembre de 2021.

## Operadores
A fecha de 31 de agosto de 2024, existen los siguientes operadores del A350:

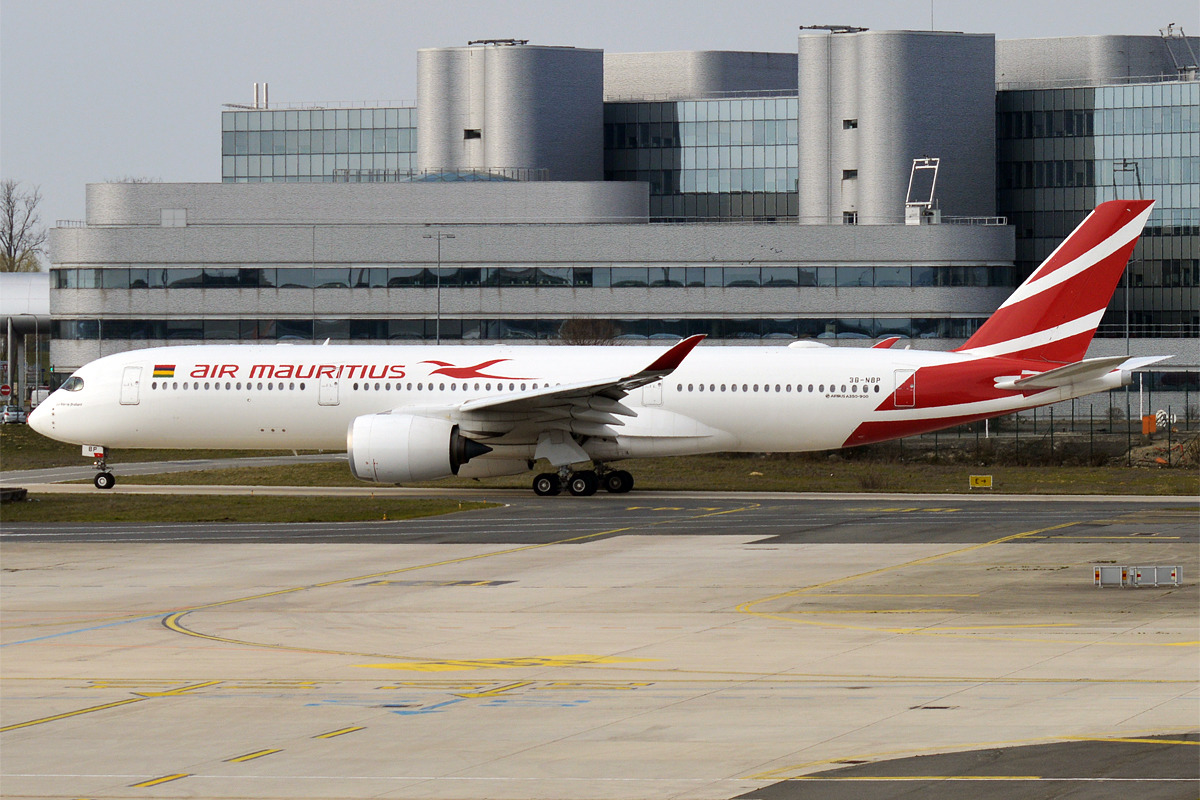
A350-941 de Air Mauritius.

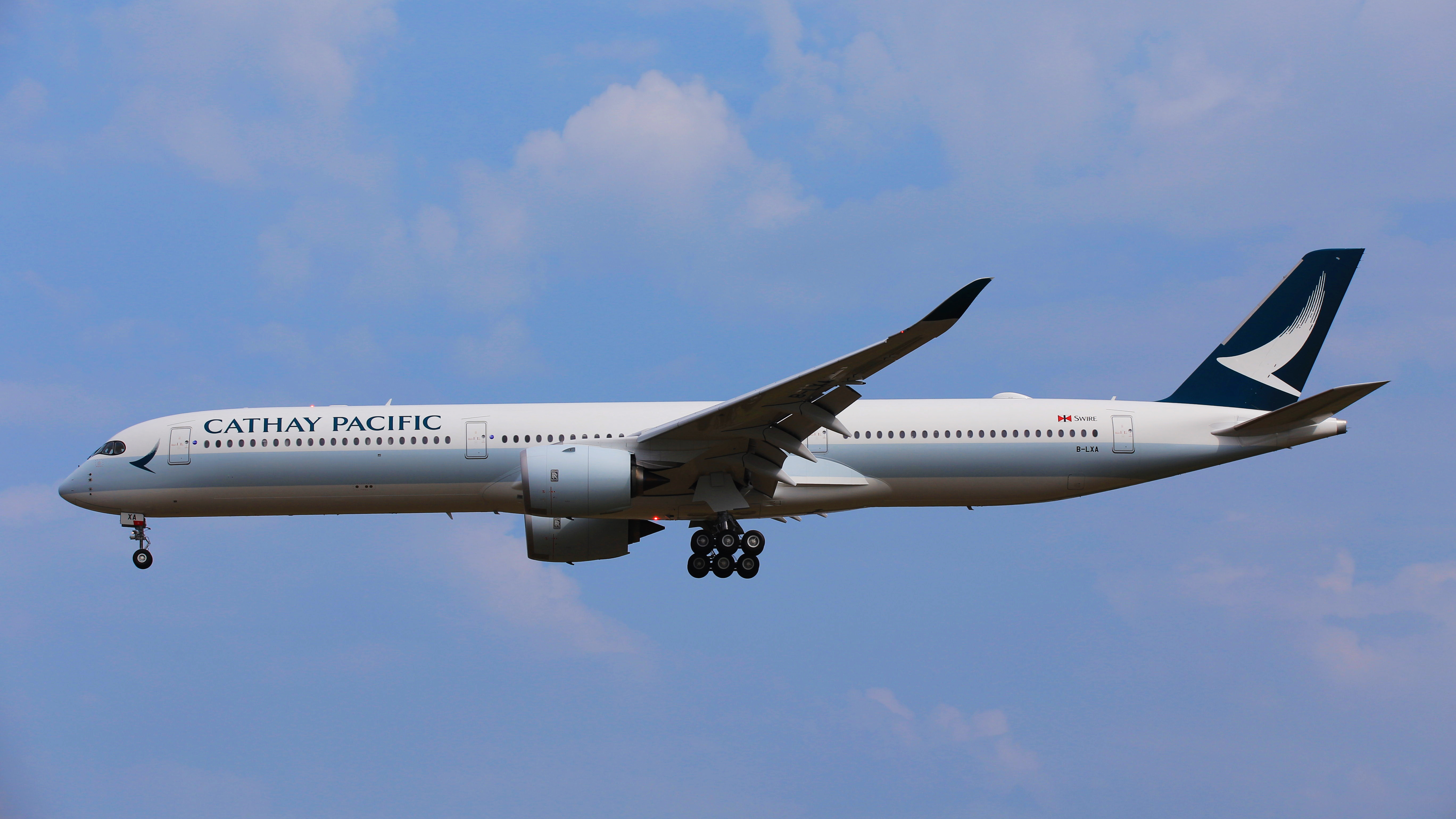
Un A350-1000 de Cathay Pacific, el tercer operador más grande del A350 luego de A350 Qatar Airways y Singapore Airlines.

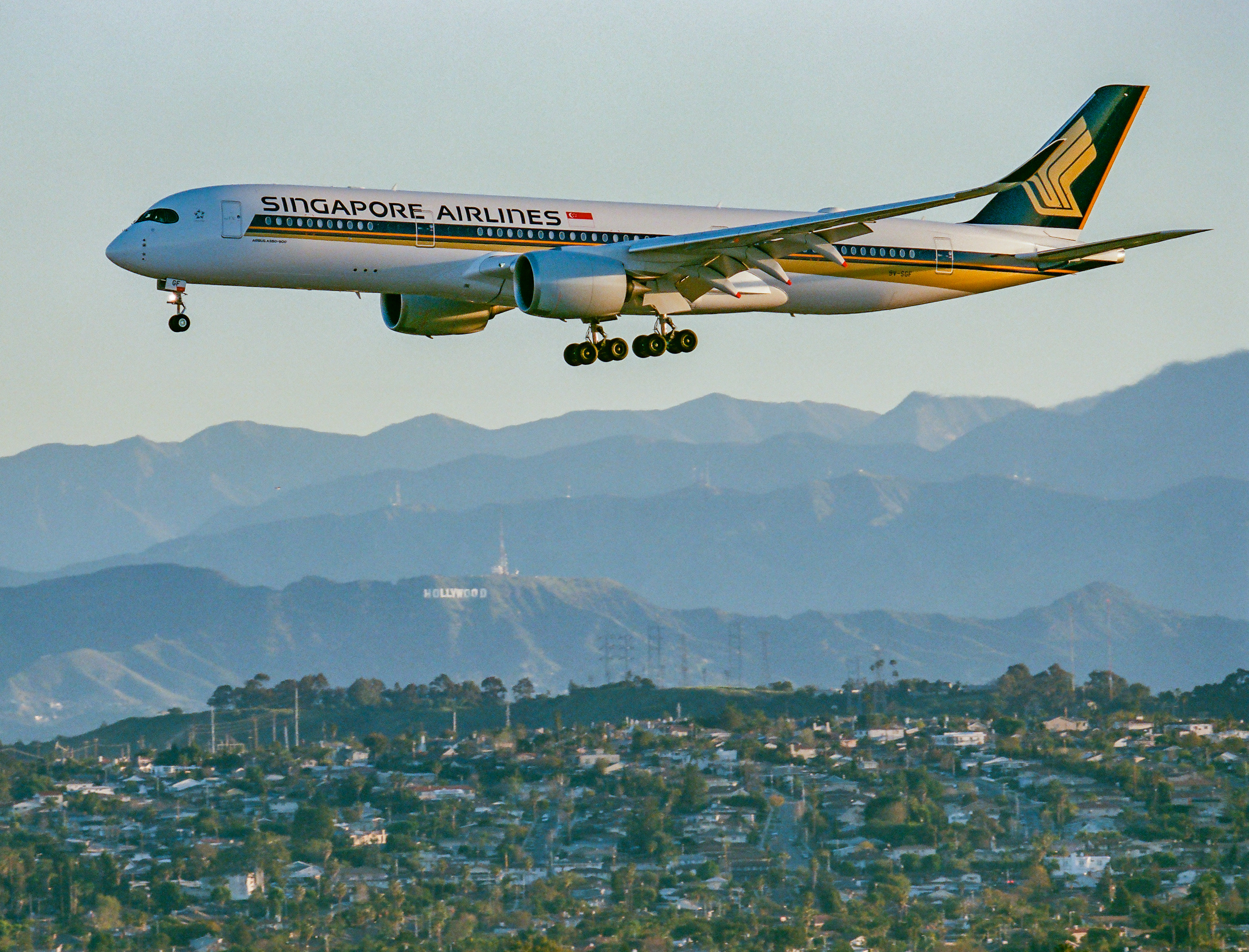
A350-900ULR de Singapore Airlines, externamente idéntico al A350-900 normal.

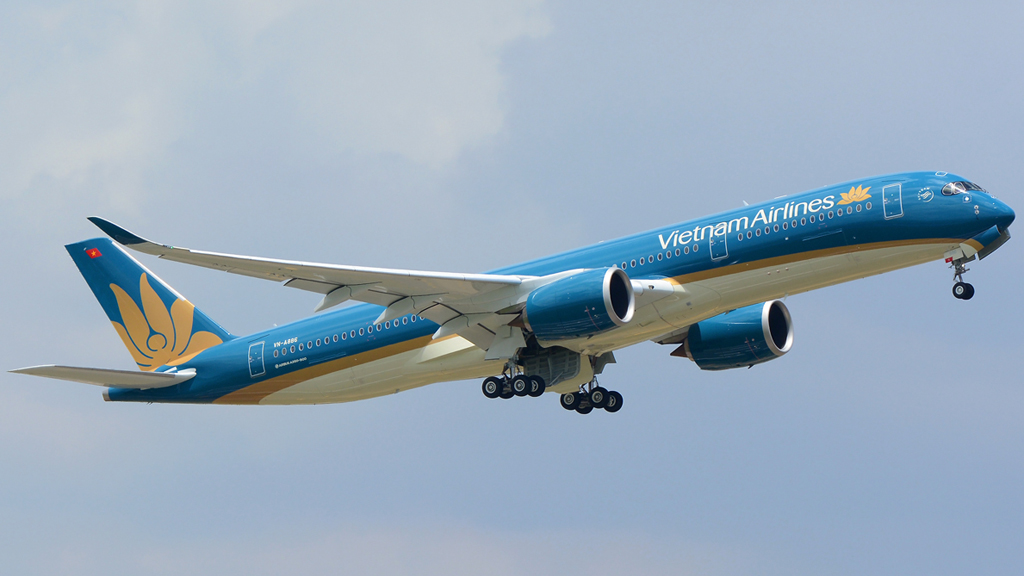
VN-A886, primer aparato de Vietnam Airlines.

### Operadores Civiles

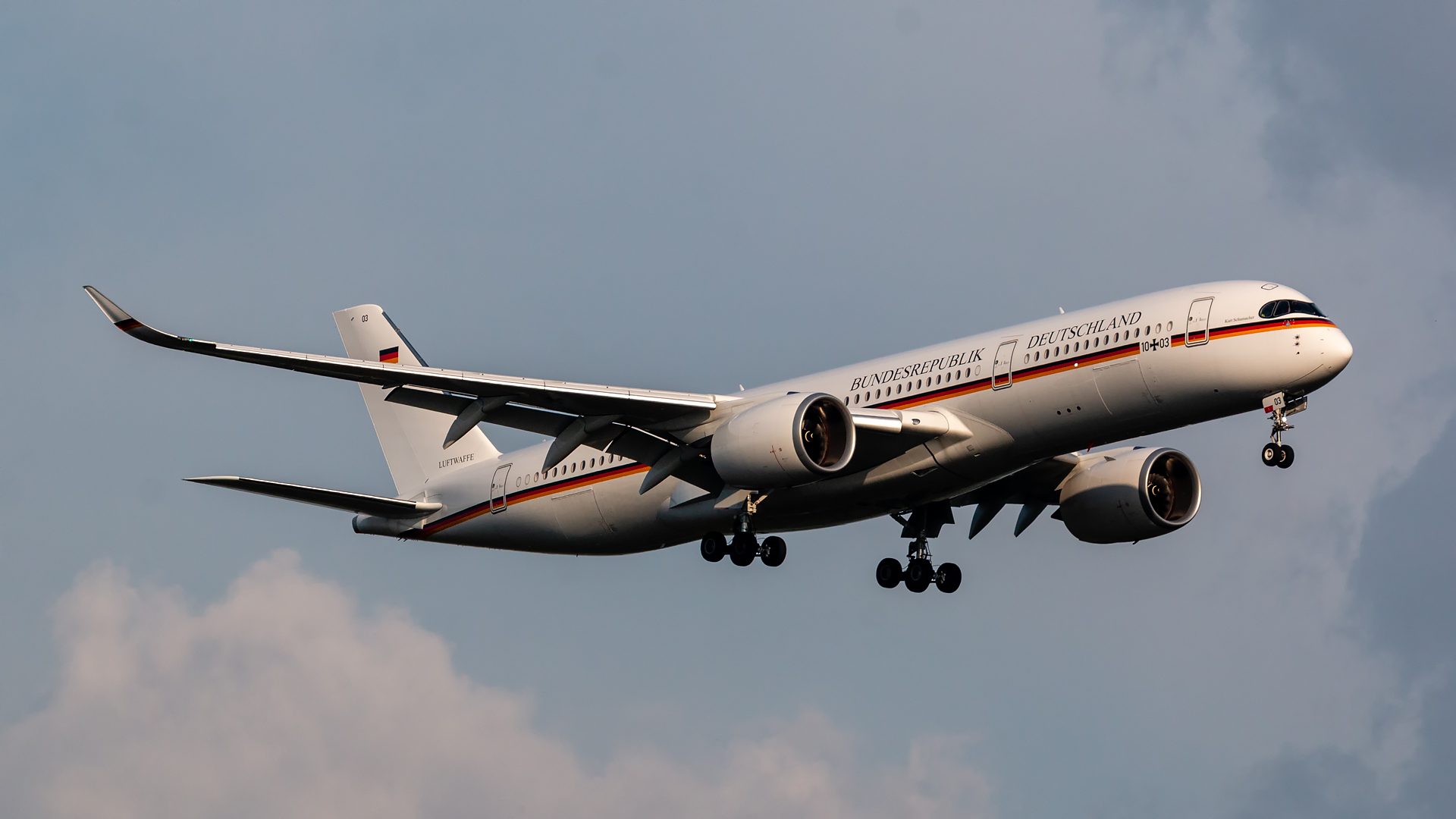
Airbus A350-941 10+03 "Kurt Schumacher" de la Luftwaffe.

| Operador                     | Primer servicio comercial | N.º en servicio |
| ---------------------------- | ------------------------- | --------------- |
| Aeroflot                     | 26 de febrero de 2020     | 7               |
| Air Caraïbes                 | 2 de marzo de 2017        | 7               |
| Air China                    | 8 de agosto de 2018       | 30              |
| Air Mauritius                | 20 de octubre de 2017     | 4               |
| Air France                   | 27 de septiembre de 2019  | 23              |
| Air India                    | 23 de diciembre de 2023   | 6               |
| Asiana Airlines              | 25 de abril de 2017       | 13              |
| British Airways              | 26 de julio de 2019       | 16              |
| Cathay Pacific               | 01 de junio de 2016       | 46              |
| China Southern Airlines      | 28 de junio de 2019       | 20              |
| China Eastern Airlines       | 29 de noviembre de 2018   | 20              |
| Japan Airlines               | 13 de junio de 2019       | 20              |
| China Airlines               | 30 de octubre de 2016     | 15              |
| Delta Air Lines              | 5 de agosto de 2017       | 28              |
| Etihad Airways               | 1 de octubre de 2019      | 5               |
| Ethiopian Airlines           | 2 de julio de 2016        | 18              |
| Iberojet                     | 13 de mayo de 2021        | 2               |
| Finnair                      | 09 de octubre de 2015     | 17              |
| Fiji Airways                 | 15 de noviembre de 2019   | 4               |
| French Bee                   | 30 de junio de 2017       | 6               |
| Iberia                       | 20 de julio de 2018       | 22              |
| ITA Airways                  | 6 de mayo de 2022         | 6               |
| K5 Aviation                  | 11 de diciembre de 2020   | 1               |
| Lufthansa                    | 10 de febrero de 2017     | 21              |
| Malaysia Airlines            | 29 de noviembre de 2017   | 7               |
| Qatar Airways                | 15 de enero de 2015       | 58              |
| Philippine Airlines          | 14 de julio de 2018       | 3               |
| Scandinavian Airlines System | 29 de noviembre de 2019   | 6               |
| Sichuan Airlines             | 8 de agosto de 2018       | 9               |
| Singapore Airlines           | 08 de marzo de 2016       | 64              |
| StarLux Airlines             | 28 de octubre de 2022     | 5               |
| Turkish Airlines             | 22 de octubre de 2020     | 24              |
| Thai Airways                 | 04 de septiembre de 2016  | 18              |
| Vietnam Airlines             | 03 de julio de 2015       | 14              |
| Virgin Atlantic Airways      | 10 de agosto de 2019      | 10              |
| World2fly                    | 9 de junio de 2021        | 2               |
| Total                        |                           | 564             |

Datos a diciembre de 2021.

### Operadores Militares
1. Luftwaffe: 1[151]

### Antiguos Operadores

#### África
Sudáfrica
- South African Airways (4)[152]

#### América
Brasil
- LATAM Brasil (13)[153]
- Azul Linhas Aéreas Brasileiras (2)

#### Asia
China
- Hainan Airlines (9)[154]

 Hong Kong
- Hong Kong Airlines (9)[155]

## Especificaciones técnicas
| Modelo                            | A350-900                                                       | A350-900R                                                      | A350-900F                                                      | A350-1000                                                      |
| --------------------------------- | -------------------------------------------------------------- | -------------------------------------------------------------- | -------------------------------------------------------------- | -------------------------------------------------------------- |
| Tripulación en cabina de pilotaje | 2                                                              | 2                                                              | 2                                                              | 2                                                              |
| Capacidad de pasajeros            | 314 (3 clases) 315-366 (2 clases) 475 (máximo)                 | 314 (3 clases) 315-366 (2 clases) 475 (máximo)                 | -                                                              | 350 (3 clases) 369-412 (2 clases) 550 (máximo)                 |
| Longitud                          | 66,89 metros (219,5 pies)                                      | 66,89 metros (219,5 pies)                                      | 66,89 metros (219,5 pies)                                      | 73,88 metros (242,4 pies)                                      |
| Envergadura                       | 64,8 metros (212,6 pies)                                       | 64,8 metros (212,6 pies)                                       | 64,8 metros (212,6 pies)                                       | 64,8 metros (212,6 pies)                                       |
| Superficie alar                   | 443 metros cuadrados (4768 ft²)                                | ~460 metros cuadrados (4951 ft²)                               | ~460 metros cuadrados (4951 ft²)                               | ~460 metros cuadrados (4951 ft²)                               |
| Flecha del ala                    | 31.9°                                                          | 31.9°                                                          | 31.9°                                                          | 31.9°                                                          |
| Altura                            | 17,05 metros (55,94 pies)                                      | 17,05 metros (55,94 pies)                                      | 17,05 metros (55,94 pies)                                      | 17,05 metros (55,94 pies)                                      |
| Ancho (fuselaje)                  | 5,96 metros (19,55 pies)                                       | 5,96 metros (19,55 pies)                                       | 5,96 metros (19,55 pies)                                       | 5,96 metros (19,55 pies)                                       |
| Alto (fuselaje)                   | 6,09 metros (19,98 pies)                                       | 6,09 metros (19,98 pies)                                       | 6,09 metros (19,98 pies)                                       | 6,09 metros (19,98 pies)                                       |
| Ancho de cabina                   | 5,61 metros (18,41 pies)                                       | 5,61 metros (18,41 pies)                                       | 5,61 metros (18,41 pies)                                       | 5,61 metros (18,41 pies)                                       |
| Peso máximo al despegue           | 268 000 kilogramos (590 839 lb)                                | 298 000 kilogramos (656 978 lb)                                | 298 000 kilogramos (656 978 lb)                                | 308 000 kilogramos (679 024 lb)                                |
| Peso máximo al aterrizaje         | 205 000 kilogramos (451 948 lb)                                | 205 000 kilogramos (451 948 lb)                                | 205 000 kilogramos (451 948 lb)                                | 233 000 kilogramos (513 677 lb)                                |
| Peso máximo sin combustible       | 192 000 kilogramos (423 288 lb)                                | 192 000 kilogramos (423 288 lb)                                | 192 000 kilogramos (423 288 lb)                                | 220 000 kilogramos (485 017 lb)                                |
| Peso en vacío de fábrica          | 115 700 kilogramos (255 075 lb)                                | 115 700 kilogramos (255 075 lb)                                | 115 700 kilogramos (255 075 lb)                                | 115 700 kilogramos (255 075 lb)                                |
| Capacidad máxima de carga         | 36 LD3 u 11 palés                                              | 36 LD3 u 11 palés                                              | 90 t (198 000 lb)                                              | 44 LD3 o 14 palés                                              |
| Velocidad de crucero              | Mach 0.85 (903 km/h, 561 mph, 487 nudos, a 40 000 ft/12.19 km) | Mach 0.85 (903 km/h, 561 mph, 487 nudos, a 40 000 ft/12.19 km) | Mach 0.85 (903 km/h, 561 mph, 487 nudos, a 40 000 ft/12.19 km) | Mach 0.85 (903 km/h, 561 mph, 487 nudos, a 40 000 ft/12.19 km) |
| Velocidad de crucero máxima       | Mach 0.89 (945 km/h, 587 mph, 510 nudos, a 40 000 ft/12.19 km) | Mach 0.89 (945 km/h, 587 mph, 510 nudos, a 40 000 ft/12.19 km) | Mach 0.89 (945 km/h, 587 mph, 510 nudos, a 40 000 ft/12.19 km) | Mach 0.89 (945 km/h, 587 mph, 510 nudos, a 40 000 ft/12.19 km) |
| Alcance máximo (con carga)        | 15 000 kilómetros (8099,4 nmi)                                 | 19 100 kilómetros (10 313,2 nmi)                               | 9250 kilómetros (4994,6 nmi)                                   | 14 800 kilómetros (7991,4 nmi)                                 |
| Capacidad máxima de combustible   | 138 000 litros                                                 | 156 000 litros                                                 | 156 000 litros                                                 | 156 000 litros                                                 |
| Techo de vuelo                    | 43 100 pies (13,14 km)                                         | 43 100 pies (13,14 km)                                         | 43 100 pies (13,14 km)                                         | 43 100 pies (13,14 km)                                         |
| Motores (2×)                      | Rolls-Royce Trent XWB                                          | Rolls-Royce Trent XWB                                          | Rolls-Royce Trent XWB                                          | Rolls-Royce Trent XWB                                          |
| Empuje                            | 84 000 lbf (374 kN)                                            | 93 000 lbf (414 kN)                                            | 93 000 lbf (414 kN)                                            | 97 000 lbf (431 kN)                                            |

Fuentes: Airbus, Flight Global

## Incidentes y accidentes
- 2 de enero de 2024: El vuelo 516 de Japan Airlines, un Airbus A350-941 que partió desde el nuevo aeropuerto de Chitose en Sapporo al aeropuerto de Haneda en Tokio, chocó contra un De Havilland Canada Dash 8 de la Guardia Costera de Japón mientras aterrizaba. El avión se incendió y sufrió daños irreparables. Los 379 pasajeros y tripulantes fueron evacuados del avión.[161][162][163] Mientras que cinco de los seis miembros de la tripulación a bordo del avión de la Guardia Costera murieron.[164] El avión de la Guardia Costera de Japón con el que chocó estaba participando en los esfuerzos de ayuda después de un terremoto el día anterior.[165]
- 8 de octubre de 2024: En el vuelo 204 de Turkish Airlines, un Airbus A350-941 que partió desde el aeropuerto de Seattle-Tacoma al aeropuerto internacional de Estambul en Turquía, falleció uno de los pilotos de la aeronave, sobrevolando el territorio de Canadá. El primer oficial se vio forzado a desviar el destino al aeropuerto internacional John F. Kennedy en Nueva York. La causa de la muerte del piloto es desconocida.

### Aeronaves similares
- Airbus A330 / Airbus A340
- Boeing 767 / Boeing 777 / Boeing 787

### Secuencias de designación
- Aviones civiles de Airbus SAS: A300 · A310 · A318 · A319 · A320 · A321 · A330 · A340 · A350 · A380